# Jelezer Operation
Die Jelezer Operation (russisch: Елецкая наступательная операция) vom 6. bis 16. Dezember 1941 war eine erfolgreiche Gegenoffensive der Roten Armee im Zweiten Weltkrieg. Dabei unterstützte die sowjetische Brjansker Front die allgemeine Gegenoffensive der nördlicher stehenden Westfront und konnte mit der 3. Armee Jefremow und mit der 13. Armee Jelez zurückerobern. Dem linken Flügel der sowjetischen 13. Armee gelang es die Offensive weiter auf Liwny und in Richtung Orjol auszubauen. Nachdem aber große Teile der sowjetischen Kavallerie im Hinterland durch deutsche Reserven abgeschnitten wurden, musste die Rote Armee am Ljubowscha-Abschnitt wieder in den Stellungskrieg übergehen.

## Vorgeschichte
Nach dem Erfolg der Panzergruppe 2 (Generaloberst Guderian) in der Kesselschlacht von Brjansk wurde auch der Vormarsch der deutschen 2. Armee nach Osten fortgesetzt. Die Truppen des Generalobersten von Weichs konnte am 4. November mit dem rechten Flügel seiner Armee die Stadt Kursk einnehmen. Die nächste Hauptaufgabe bestand dann darin, die Südflanke der Panzergruppe 2  während der Schlacht um Tula nach Osten zu decken. Der Herbstregen begann am 27. Oktober, wodurch der deutsche Vormarsch wegen der Schlammperiode stockte.
Als Anfang November die Temperaturen herabsanken und der Boden wieder erhärtete, konnte der deutsche Angriff wieder aufgenommen werden. Die 134. Infanterie-Division rückte nördlich der Sosna vor, während die 45. Infanterie-Division südlich des Flusses vorging. Die Truppen des General der Infanterie Metz versuchten die Eroberung von Jelez. Die dortige Landschaft bestand aus niedrigen Hügeln, flachen Flüssen und enge Schluchten. Der neue Oberbefehlshaber der 2. Armee, General der Panzertruppen Rudolf Schmidt ließ seine Truppen weiter entlang der reparierten Eisenbahnlinien vorrücken, im Raum östlich von Orjol gab es kaum brauchbare Straßen. Den linke Flügel der 2. Armee deckte das Höhere Korpskommando XXXV. mit der 262. und 293. Infanterie-Division. Dieses Armeekorps hatte die Südflanke der Panzergruppe 2 schützen und die Stadt Jefremow zu besetzen. Die Städte Liwny und Jelez waren das Angriffsziel des Höheren Kommando XXXIV., nach Süden strebte das XXXXVIII. Armeekorps (mot.) den Übergang über den Flusses Tim an, im Raum Jelez wurde die Eisenbahnlinie zwischen Orjol und Lipezk überschritten. Das nächste Ziel war Jelez, der wichtigste Knotenpunkt in der Region, die nächste bedeutende Stadt Lipezk lag davon noch weitere 80 Kilometer östlich entfernt. Die Temperatur sank unter −1 Grad und bei den deutschen Truppen machte sich der Mangel an Winterkleidung spürbar bemerkbar. Die deutschen Truppen konnten noch am 22. November Jefremow und am 26. November Liwny besetzen. Der deutsche Vormarsch verlangsamte sich dann pro Tag auf einige Kilometer, da alle mobilen Fahrzeuge für den Nachschub eingesetzt werden mussten.
Anfang Dezember 1941 erreichten die deutschen Truppen Kasaki, einen Ort lag 15 Kilometer westlich von Jelez. Die Divisionen der deutschen 2. Armee waren auf einer Frontlinie von 160 Kilometern bereits zu weit auseinandergezogen, trotzdem musste das XXXIV. Armeekorps zur Unterstützung der letzten Offensive auf Moskau den Angriff wieder aufnehmen. Um die eigene Situation zu wenden, brachte der Befehlshaber der sowjetischen Südwestfront, Marschall Timoschenko neue Streitkräfte in die Schlacht, darunter völlig neu formierte Schützen- und Kavallerie-Verbände. Erst am 3. Dezember erreichten alle Regimenter der deutschen 134. Infanterie-Division ihre Angriffspositionen, der starke Schneefall verhinderte jegliche Kommunikation. Paweletz wurde am 3. Dezember und Jelez am 4. Dezember eingenommen. Während die Schützen-Regimenter 446 und 449 die Stadt Jelez räumten, bildeten die deutsche Avantgarde einen Brückenkopf über der Sosna. Am 4. Dezember ließ General Metz die erschöpfende deutsche Offensive einstellen. Das Höhere Kommando XXXV verteidigte südlich davon eine Frontlinie von mehr als 40 Kilometern. Am rechten Flügel war die Situation beim XXXXVIII. Armeekorps noch ungünstiger: Die Verbände kämpften hier auf einem Gelände, das kaum Straßen aufwies, zudem verhinderten Schneeschauer fast alle Bewegungen, der Fluss Tim konnte westlich von Liwny nicht mehr überquert werden.
Im Laufe des 5. Dezember führten die Sowjets einige Aufklärungsangriffe auf Telgino durch, die jedoch mit schweren Verlusten abgewehrt wurden.

## Beteiligte Streitkräfte

### Südwestfront
Oberbefehlshaber: S. K. Timoschenko

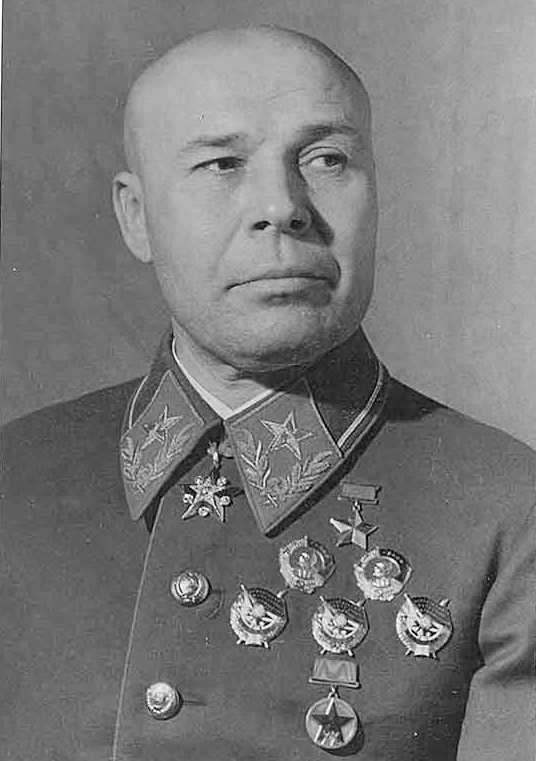
Marschall der Sowjetunion Semjon Timoschenko

3. Armee (Generalmajor Jakow Grigorjewitsch Kreiser)
- 212. Schützen-Division, Oberst Iwan Maximowitsch Schutow
- 269. Schützen-Division, Oberst Grigori Wassiljewitsch Rewunenkow
- 137. Schützen-Division, Oberst Iwan Tichonowitsch Grischin
- 283. Schützen-Division, Oberst Alexander Nikolajewitsch Netschajew
- 6. Garde-Schützen-Division, Generalmajor Konstantin Iwanowitsch Petrow
- 52. Kavalleriedivision, Oberst Nikolai Petrowitsch Jakunin

13. Armee (Generalleutnant Awksenti Michailowitsch Gorodnjanski)
- 132. Schützen-Division, Oberst Andrei Avskentjewitsch Mischenko
- 307. Schützen-Division, Oberst Grigori Semjonowitsch Lazko
- 6. Schützen-Division, Oberst Michail Danilowitsch Grischin

Mobile Gruppe Moskalenko, Generalmajor Kirill Moskalenko
- 57. NKWD-Brigade
- 150. Panzer-Brigade, Oberst Boris Sergejewitsch Bacharow
- 55. Kavalleriedivision, Oberst Konstantin Wladimirowitsch Fixel
- 143. Schützen-Division, Oberst Georgi Alexejewitsch Kurnosow
- 148. Schützen-Division, Oberst Filipp Michailowitsch Tscherokmanow

Gruppe Kostenko (Generalleutnant Fjodor Jakowlewitsch Kostenko)
- 1. Garde-Schützen-Division, Generalmajor Iwan Nikititsch Russjanow
- 129. Panzer-Brigade, Oberst Fjodor Georgjewitsch Anikuschkin
- 34. motorisierte Schützen-Brigade, Oberst Alexander A. Schamnin
- 121. Schützen-Division, Brig. Kom. Pjotr Maxsimowitsch Sykow
- 160. Schützen-Division, Oberst Michail Borisowitsch Anaschkin

5. Kavalleriekorps (Generalmajor Wassili Dmitrijewitsch Krjutschonkin)
- 3. Kavallerie-Division, Generalmajor Michail Fjodorowitsch Malew
- 14. Kavallerie-Division, Oberst Anatoli Iwanowitsch Belogorski
- 32. Kavallerie-Division, Oberst Grigori Andrejewitsch Kowaljow

### Wehrmacht

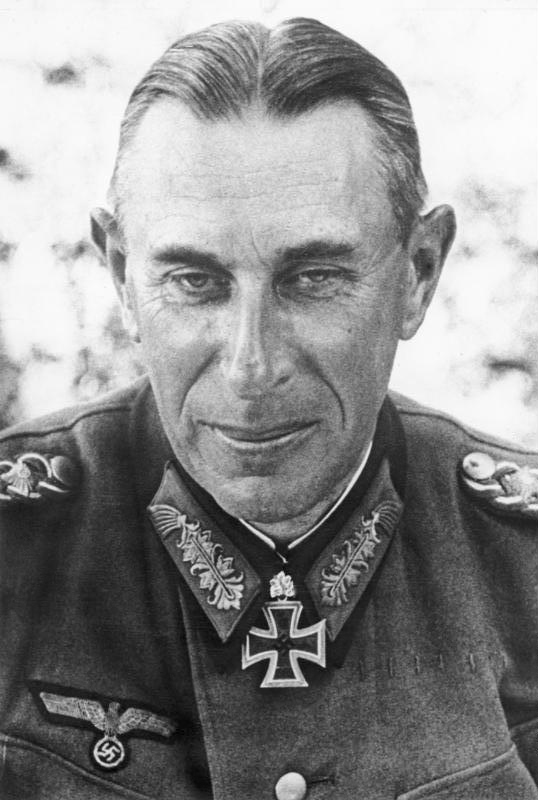
Rudolf Schmidt nach seiner Beförderung zum Generaloberst (1942)

2. Armee, General der Panzertruppen Rudolf Schmidt
Höh. Kom. XXXV. Armeekorps, General der Artillerie Rudolf Kämpfe
- 293. Infanterie-Division, Generalleutnant Justin von Obernitz
- 262. Infanterie-Division, Generalleutnant Edgar Theisen

Höh. Kom. XXXIV. Armeekorps, General der Infanterie Hermann Metz
- 134. Infanterie-Division, Generalleutnant Konrad von Cochenhausen
- 45. Infanterie-Division, Generalleutnant Fritz Schlieper
- 95. Infanterie-Division, Generalleutnant Hans-Heinrich Sixt von Arnim

XXXXVIII. Armeekorps (mot.), General der Panzertruppen Werner Kempf
- 9. Panzerdivision, Generalleutnant Alfred Ritter von Hubicki
- 16. Infanterie-Division (mot.), Generalleutnant Sigfrid Henrici

## Verlauf
Für die Gegenoffensive konnte die Rote Armee im Raum Jelez etwa 65.000 Mann, 100 Panzer und 245 Kanonen einsetzen, es wurden zwei Stoßgruppen mit jeweils etwa 20.000 Mann gebildet. Die im Abschnitt der 13. Armee angesetzte nördliche Stoßgruppe unter General Moskalenko  (143. und 148. Schützen- und 55. Kavallerie-Division) sollte den frontalen Angriff gegen Jelez durchführen. Für den Hauptschlag, der im Süden erfolgen sollte, wurde aus den Reserven der Südwestfront die mobile Stoßgruppe des Generalleutnants Fjodor Kostenko (Hauptquartier in Kastornoje) gebildet, die über mehr als 200 Kanonen und Mörser, 82 Schwadronen und 360 Maschinengewehre verfügte. Diese Stoßgruppe umfasste die 1. Garde-Schützendivision (Generalmajor I. N. Russijanow), das 5. Kavalleriekorps unter Generalmajor W. D. Krjutschonkin (3. Reiter-Divisionen), die 34. motorisierte Brigade (Oberst A. A. Schamnin) und die 129. Panzerbrigade (Oberst F. G. Anikuschkin). Das Oberkommando der Südwestfront setze die 13. Armee (Generalmajor Gorodnjanski) für den Hauptschlag nördlich von Jelez und die 3. Armee (Generalmajor Kreiser) zum Angriff auf Jefremow an: Der Plan sah vor, die deutsche Jelezer-Gruppe anzugreifen um die vorrückenden Truppen der Westfront zu unterstützen, nach dem Durchbruch sollte die Rote Armee über Liwny in den Rücken der deutschen 2. Panzerarmee gelangen. Beide sowjetische Stoßgruppen sollten versuchen die gegenüber liegenden drei deutsche Divisionen (262., 134. und 45. I.D.) zu umfassen und einkesseln.

### Erste Phase (6.–10. Dezember)
Nachdem die sowjetischen Vorbereitungen für die Offensive abgeschlossen waren, ging die 13. Armee am 6. Dezember um 10 Uhr an ihrer gesamten Front in die Offensive. Die Rückeroberung von Jelez war das primäre Ziel: vier Schützendivisionen griffen die Stellungen des deutschen XXXIV. Armeekorps (26., 134. und 45. I.D.) im Osten der Stadt an. Die 5. Kavalleriedivision und die 302. Schützendivision begannen mit den Angriffen. Die Angriffsgruppe des Generals Moskalenko umfasste 6 Schützenbrigaden, eine Kavalleriedivision sowie eine Panzerbrigade. Das deutsche Oberkommando war sich der operativen Bedeutung von Jelez bewusst, dessen Besitz die Grundlage für mögliche Angriffe auf Sadonsk, Woronesch, Lipezk war. Aus dem Raum Region Maschkowka und Rogatewo sollte der sowjetische Durchbruch in Richtung auf Trosny geführt und bei Nikitzki das Zusammentreffen mit der südlichen Gruppe erreicht werden. Dem Plan zufolge sollte die südliche Stoßgruppe unter General Kostenko aus dem Gebiet von Terbuny, Borki, Nataljewka über Apuchtino und Krugloje mit allgemeiner Richtung Nikitzki gegen die Flanke und den Rücken des im Raum Jelez stehenden deutschen XXIV. Armeekorps vorstoßen. Die Partisanen der Umgebung beteiligten sich aktiv an den Kämpfen und lieferten auch wichtige Angaben, sie korrigierten während des Bombardement das Artilleriefeuer und zeigten der Infanterie geheime Pfade um die feindlichen Befestigungen zu umgehen.
Am 7. Dezember um 7 Uhr ging die Stoßgruppe von General Kostenko in die Offensive. Die Gruppe führte den Hauptschlag in Richtung Nikitzki gegen die Formationen der 13. Armee. Ein Teil der Gruppe – die 34. motorisierte Schützenbrigade – wurde nach Liwny geworfen, um die Reichweite der deutschen Streitkräfte zu erhöhen. Während der Schlacht wurden bis Ende Dezember die Hauptkräfte der deutschen 95. und 45. Infanterie-Division zurückgeworfen, die sowjetischen Truppen drangen im Rücken der deutschen Truppen vor.
Am 8. Dezember befreite der rechte Flügel der sowjetischen 3. Armee Chmelenez und ging auf der Rollbahn Jelez-Jefremow vor. Die deutsche 262. Infanterie-Division wies die ersten Angriffe ab, musste aber durch die anhaltenden Angriffe wichtige Positionen aufzugeben und sich nach Jefremow zurückgehen, wo die Häuser besseren Schutz gegen die Winterstürme boten. Das deutsche Infanterieregiment 446 verfügte nicht über ausreichend Reserven um dauerhaft standzuhalten. Die Munitions- und Treibstoffvorräte waren auf ein Niveau gesunken, bei dem die Granaten rationiert werden mussten. Am Nachmittag setzte die 3. Armee den Angriff fort und bedrohte die deutschen Stellungen nördlich und südlich von Jefremow. Infolge des Rückzugs verlor die 262. Infanterie-Division den Kontakt zu ihrem südlichen Nachbarn, der 134. Infanteriedivision, bei der das IR 445 bei Telgino angegriffen wurde. Die Sowjets kämpften während der Nacht weiter, während der Schneeschauer schlüpften mehrere Einheiten an den deutschen Posten vorbei, nach Westen durch. Generalleutnant Cochenhausen befahl den Rückzug der 134. Infanterie-Division auf Jelez. Obwohl einige isolierten Gruppen geschlagen waren, blieb der Kern der 134. Infanterie-Division aber noch intakt. Am Abend kam Jelez in Reichweite der sowjetischen Artillerie, nach Rücksprache mit seinen Divisionskommandeuren ordnete General Metz die Evakuierung der Stadt für den folgenden Tag an.
Der sowjetische Angriff auf Liwny, ein weiterer Schwerpunkt des Angriffes durch die Südwestfront erfolgte aus dem Süden und wurde für die Deutschen eine völlige Überraschung. In dieser Gegend gab es kaum Straßen und der hohe Schnee verhinderte die Bewegung von Fahrzeugen. Die mechanisierte Kavalleriegruppe Krjutschonkin (5. Kavalleriekorps und 150. Panzerbrigade) griff die deutsche 45. und 95. Infanterie-Division an. Die Panzer der 150. Panzerbrigade hatten breite Spuren, um sich besser im Schnee bewegen zu können. Außerdem konnten sich die Truppen des 5. Kavalleriekorps im Schnee leichter bewegen, die Infanterie pflegte auf den Panzern aufzusitzen. Die Deutschen waren überrascht über das plötzliche Auftreten feindlicher Panzer, es gab nicht genügend Panzerabwehrkanonen. Einige Einheiten zogen sich zurück, wurden aber von den vorrückenden Panzern überwältigt. Ein Bataillon am rechten Flügel der 45. Infanterie-Division konnte nicht standhalten: Die sowjetische 3. Kavalleriedivision stürmte durch eine Lücke nach Norden, der Kontakt zur deutschen 95. Infanterie-Division war dadurch unterbrochen. Die benachbarten Einheiten begannen sich ebenfalls zurückzuziehen, wobei sie ihre schweren Waffen im Schnee zurücklassen mussten. General Metz befahl seiner einzigen Reserve, dem in Kosaki nördlich der Sosna stehenden 134. Panzerjäger-Bataillon die Lücke zu schließen. Das Bataillon hatte kaum zwei Kilometer zurückgelegt, als die Geschütze im Schnee stecken blieben. Während die deutsche Verteidigung südlich der Sosna zusammenbrach, blieb es im Sektor um Jelez noch relativ ruhig. Die Südwestfront konzentrierte ihren Angriff gegen die deutsche 45. Infanteriedivision und führte nördlich davon nur kleinere Angriffe durch. Am folgenden Tag versuchte Generalleutnant von Cochenhausen, sich noch in Kasaki zu behaupten.
Das deutsche Oberkommando war sich der operative Bedeutung von Jelez bewusst, der Besitz der Stadt bildete die Grundlage für weitere Angriffe auf Zadonsk, Woronesch und Lipetzk. Den frontalen Angriff auf Jelez hatte die 148. Schützendivision zu führen, sie näherte sich den nordöstlichen Stadtrand, wo heftige Kämpfe entbrannten. Es folgten heftige Kämpfe bei Podchoroschje nördlich von Jelez. Augenzeugen dieser Schlachten zufolge war die Stadt von dicken Rauchwolken eingehüllt und von ständigen Explosionen erschüttert. Die Kontraktionen in der Stadt gingen nachts weiter. Die 143. und 307. Schützendivision, die Jelez aus dem Süden und Norden umfasste, trug wesentlich zur Befreiung der Stadt bei. Das deutsche Infanterieregiment 445 gab seine Position östlich von Telgino auf und zog sich in Richtung Kasaki zurück. Südlich von Jelez versuchte das IR 446, die Eisenbahn in Kasaki zu erreichen, das IR 449 räumte Jelez. Trotz Artilleriefeuers konnten die Deutschen die Stadt Jelez am 8. Dezember ohne Probleme räumen. Sie sprengten die Brücken und vernichteten alle angelegten Vorräte. Während des Rückzugs wurden die deutschen Einheiten ständig von sowjetischen Patrouillen angegriffen, die nicht zuließen, dass die sich zurückziehenden Truppen während der Nacht Ruhe fanden.
Am Morgen des 9. Dezember befreite die 148. Schützendivision unter General Tscherokmanow Jelez. Um 7 Uhr morgens erreichte der erste Reparaturzug den Bahnhof von Jelez, und am 10. Dezember fuhr der erste Militärzug durch die Stadt. Damit war die Eisenbahnverbindung von Moskau zu den südlichen Regionen vollständig wiederhergestellt. Das deutsche IR 446 führte die Nachhut, während sich die beiden anderen Regimenter bereits nach Ismailowo zurückzogen. Die Artillerie der 134. Division blieb zurück, um die Verteidigung zu unterstützen. Die sowjetische 55. Kavalleriedivision hatte aber bereits im Rücken den Ort Rossoshnoje erobert und weiter westlich hatte die Avantgarde des 5. Kavalleriekorps die Sosna überquert und am Westufer Werchnoje erreicht. Der Ring um die 134. und Teile der 45. Infanteriedivision war vollständig geschlossen. Die Deutschen, die dem Ansturm der sowjetischen Armee nicht standhalten konnten, begannen sich zum Flusses Vorgol abzusetzen.

### Zweite Phase (11.–15. Dezember)
Infolge der Operationen des Kavalleriekorps Krjutschonkin im Hinterland der deutschen 45. und 134. Infanteriedivision wurde der Rückzug der deutschen Einheiten nach Westen abgeschnitten. Krjutschonkins Korps setzten den Gegenangriff am Morgen des 11. Dezember fort, sie legten an einem Tag 30–40 km zurück und erreichten am 12. Dezember die Eisenbahnlinie Jelez-Orjol. Um die Verbände des deutschen XXXIV. Armeekorps vollends einzukesseln, wurde der motorisierte Schützenbrigade von Oberst A. A. Schamschin und der 1. Kavalleriedivision befohlen den Ort Chomutowo zu besetzen. Am selben Tag besetzten die Kavalleristen Schatilowo, wo etwa 200 Fahrzeuge der Wehrmacht erbeutet wurden. Die Kavalleristen besetzten Rossoschni und Nikitino und erreichten am Abend des Tages den Raum um Orewa. In Schatilowo wurde das Hauptquartier des deutschen XXXIV. Armeekorps überrascht. Obwohl auch Norden und Osten durch die Formationen der Gruppe Moskalenko zusammengedrückt, konzentrierten die Deutschen bei den Orten Schatilowo und Rossoschnoje und griffen die Kavallerieeinheiten des Korps Krjutschenkin an. Die Kavallerie, die nach mehreren Tagen ununterbrochener Kämpfe bereits erschöpft war, konnte den Schlag der technisch besser ausgerüsteten Wehrmacht-Infanterie nicht aushalten. Die Kavalleristen mussten Schatilowo und Rossoshnoje wieder aufgeben, zogen nach Südwesten ab und besetzten eine neue Verteidigungslinie an der Linie von Werchnaja Ljubowscha, Sybin, Schcherbatschi. Einheiten der 1. Garde-Schützen-Division sicherten am 13. Dezember im Raum Ismalkowo.
Am nächsten Tag, dem 14. Dezember, setzten die deutschen Einheiten ihre Gegenangriffe fort und versuchten, den Weg nach Westen zu finden. Sie richteten ihre Bemühungen gegen die Flanken des Kavalleriekorps und versuchten diese von Norden und Süden her einzuengen. Krutschonkins Kavallerie befand sich in einer schwierigen Situation, den erschöpften Reitern war zudem Munition, Verpflegung und Futter für die Pferde ausgegangen. Vom Kommando des Kavalleriekorps gab es alarmierende Botschaften: „Der Feind versucht, nach Westen auszubrechen und umschliesst gleichzeitig die Flanken des Kavalleriekorps“ – eine Stunde später hieß es – „Die 32. und 14. Kavalleriedivision sind vom Hauptquartier abgeschnitten. Verbindung des Hauptquartier des Corps mit der 32. Kavallerie-Division verloren ... ebenso mit der 14. Kavallerie-Division ... keine Verbindung zu Oberst Belogorski...“ Zur Unterstützung der Kavallerie wurde dringend die 34. motorisierte Schützen-Brigade entsandt. Die Deutschen erkannten die Chance und verstärkten ihre Gegenangriffe.

### Ausbruchskämpfe (13.–15. Dezember)
Am 13. Dezember gab General Metz seinen abgeschnittenen Truppen den Befehl, auszubrechen: erstes Ziel war Rossoshnoje. Da es keine befahrbaren Straßen gab, folgten die Deutschen der Eisenbahn, die durch eine enge Schlucht von Schatilowo nach Rossoshnoje führte. In Rossoshnoje bog die Eisenbahn nach Chomutowo ab. Kurz vor dem Dorf wurde die Schlucht breiter und die Eisenbahn führte über einen niedrigen Hügel. Auf diesem Hügel hatte sich ein Bataillon der 55. Kavalleriedivision eingegraben. General Metz ernannte Oberst Kunze, Kommandeur des IR 449, zum Kommandeur der eingekreisten Einheiten, aber Major Richtert erhielt das taktische Kommando über den Ausbruch. Oberstleutnant Reinert bildete zwei Kampfgruppen, die nur mehr die Stärke eines befestigten Bataillons hatten. Die Überreste des IR 446 und 449 wurden von den letzten mobilen Kanonen des Panzerjäger-Bataillon 134 unterstützt.
Am 15. Dezember starteten die Deutschen den Ausbruch. Die Masse der deutschen Gruppe stieß aus dem Gebiet Rossoschenski in Richtung Krivez vor, der Angriff wurde vom Kommandeur der 134. Infanteriedivision geführt. Nach der Eroberung von Rossoshnoje traten die deutschen Kolonnen wieder in Bewegung. Der angesammelte Schnee in der Schlucht machte die Straße für die letzten verbliebenen Fahrzeuge aber unerreichbar. Die Sowjets hatten sich am Ufer des gefrorenen Flusses eingegraben. Drei Maschinengewehrnester fügten den Angreifern schwere Verluste zu. Der Kommandeur der 134. I.D., Generalleutnant Konrad von Cochenhausen erlitt einen Nervenzusammenbruch und beging mit seiner Dienstwaffe Selbstmord. Oberstleutnant Reinert sammelte die Überreste seiner Truppen und verteilte alle verfügbaren Lebensmittel und Munition unter den Soldaten. Im Schutz der Dunkelheit griffen sie Werchnoje Ljubowscha an. Sowjetische Mörser, Raketengeschütze und Maschinengewehre verursachten schwere Verluste.  Erst am 16. Dezember gelang es der Kavallerie, die Überreste zweier deutscher Divisionen  gefangen zu nehmen.

## Ausgang
Erst Ende Dezember konnte die Rote Armee gegenüber der deutschen 2. Armee durch organisierte deutsche Gegenangriffe gestoppt werden, beide Parteien gingen in den Stellungskampf über. Am 18. Dezember wurde die Brjansk-Front unter Führung von Jakow Tscherewitschenko neu formiert, sie umfasste jetzt die 3., 13. Armee und die 61. Armee.  In der zweiten Dezemberhälfte rückten die Armeen der sowjetischen Brjansk-Front zwischen 30 und 110 Kilometer vor und befreiten den von deutschen Truppen besetzten östlichen Teil des Raumes Orjol – die Bezirke Krasnozorenski, Korsakowski und Nowo-Derewenkowski. Der deutsche Frontvorsprung bei Jelez war beseitigt, die neue Front stabilisiert und die Situation an der rechten Flanke der Südwestfront wieder hergestellt. Die deutsche 2. Armee hatte etwa 16.000 Tote, Verwundete und Gefangene, verlor dazu auch 226 Kanonen, etwa 900 Fahrzeuge, 319 Maschinengewehre und viele Ausrüstungsgegenstände.